# چاهستان
چاهستان، روستایی در دهستان تخت بخش تخت شهرستان بندرعباس در استان هرمزگان ایران است.

## پیشینه نام
اسم این روستا بخاطر وجود آب و چاه فراوان در گذشته چاهستان نامگذاری شده و از جاهای دیدنی آن می‌توان قبرستان قدیمی آن که تقریباً ۹۹ درصد آن تخریب شده و بخش کوچکی از آن باقی مانده‌است.

## جمعیت
بر پایه سرشماری عمومی نفوس و مسکن در سال ۱۳۹۵، جمعیت این روستا برابر با ۱٬۶۹۳ نفر (۴۹۵ خانوار) بوده‌است.